# Le Pèlerinage à Kevlaar
Pour plus de détails, voir Fiche technique et Distribution.
Le Pèlerinage à Kevlaar (titre original : Vallfarten till Kevlaar) est un film suédois muet d'Ivan Hedqvist, inspiré d'un poème de Heinrich Heine et sorti en 1921.

## Fiche technique
- Titre du film : Le Pèlerinage à Kevlaar
- Titre original : Vallfarten till Kevlaar
- Réalisation : Ivan Hedqvist
- Scénario : Ragnar Hyltén-Cavallius, d'après un poème de Heinrich Heine
- Photographie : Ragnar Westfelt - Noir et blanc
- Son : Film muet
- Production : Svensk Filmindustri
- Pays d'origine :  Suède
- Durée : 1 heure 30 minutes
- Sortie : 9 mai 1921 en Suède

## Distribution
- Torsten Bergström
- Concordia Selander
- Jessie Wessel
- Renée Björling
- Einar Axelsson